# آلبرتو مولیناری
آلبرتو مولیناری (ایتالیایی: Alberto Molinari؛ زادهٔ ۱۴ آوریل ۱۹۶۵) کارگردان فیلم، بازیگر و تهیه‌کننده فیلم اهل ایتالیا است.
از فیلم‌ها یا سریال‌های تلویزیونی که وی در آن نقش داشته‌است، می‌توان به پدر ماتئو، زیبایی زنان، من و پسرم - ماجراهای جدید برای کمیسر ویوالدی، حمام و نجیب و بدجنس اشاره کرد.